# Hagelkruis Wehl
Het Hagelkruis van Wehl is een hagelkruis dat oorspronkelijk in de velden aan de zuidwestelijke rand van het dorp Wehl in de gemeente Doetinchem in de Nederlandse provincie Gelderland stond. Het dorp heeft zich dusdanig uitgebreid dat het hagelkruis zich thans aan de rand van de bebouwde kom bevindt. Het kruis staat vanuit het dorp gezien aan het einde van de Hagelkruisweg aan de kruising van de wegen Hagelkruisweg, Leemkuilseweg, Burgemeester Moorman Voetpad, Molenweg en de Melkweg.
Het hagelkruis is een rijksmonument.
Aan de overzijde van het kruispunt staat een wegkruis.

## Beschrijving
Het Hagelkruis van Wehl is een metershoge houten staak. Op de top van de staak is een ijzeren kruis bevestigd bekroond met een haan. De haan is rond 1920 tijdelijk verwijderd geweest en bewaard geworden bij de vlakbij liggende boerderij 'Het Hagelkruis'. In de ambtsperiode van burgemeester Moorman (1922-1934) is de paal vernieuwd.
Het werd oorspronkelijk opgericht als bezwering om bescherming te bieden tegen hagelschade.
Jaarlijks wordt in mei de sacramentsprocessie gehouden vanaf de Sint Martinuskerk door de versierde straten van Wehl naar het hagelkruis waar een feestpredicatie wordt gehouden.

## Geschiedenis
In 1723 werd er reeds melding gemaakt van het hagelkruis.
Nog in de tweede helft van de 20e eeuw werden er op Hemelvaartsdag bij het hagelkruis door de R.K. armmeesters broden en geld uitgedeeld aan de armen. Dit geld en de broden waren ter beschikking gesteld door vermogende personen. Ook kwam de processie langs het hagelkruis en had hier een halteplaats.
In 1966 is het kruis opgenomen in het rijksmonumentenregister.

## Hagelkruis in de loop der tijd

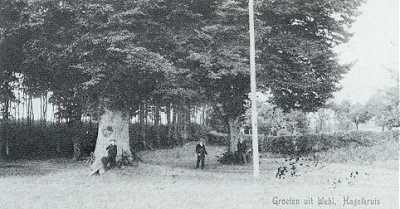
Hagelkruis Wehl in 1910
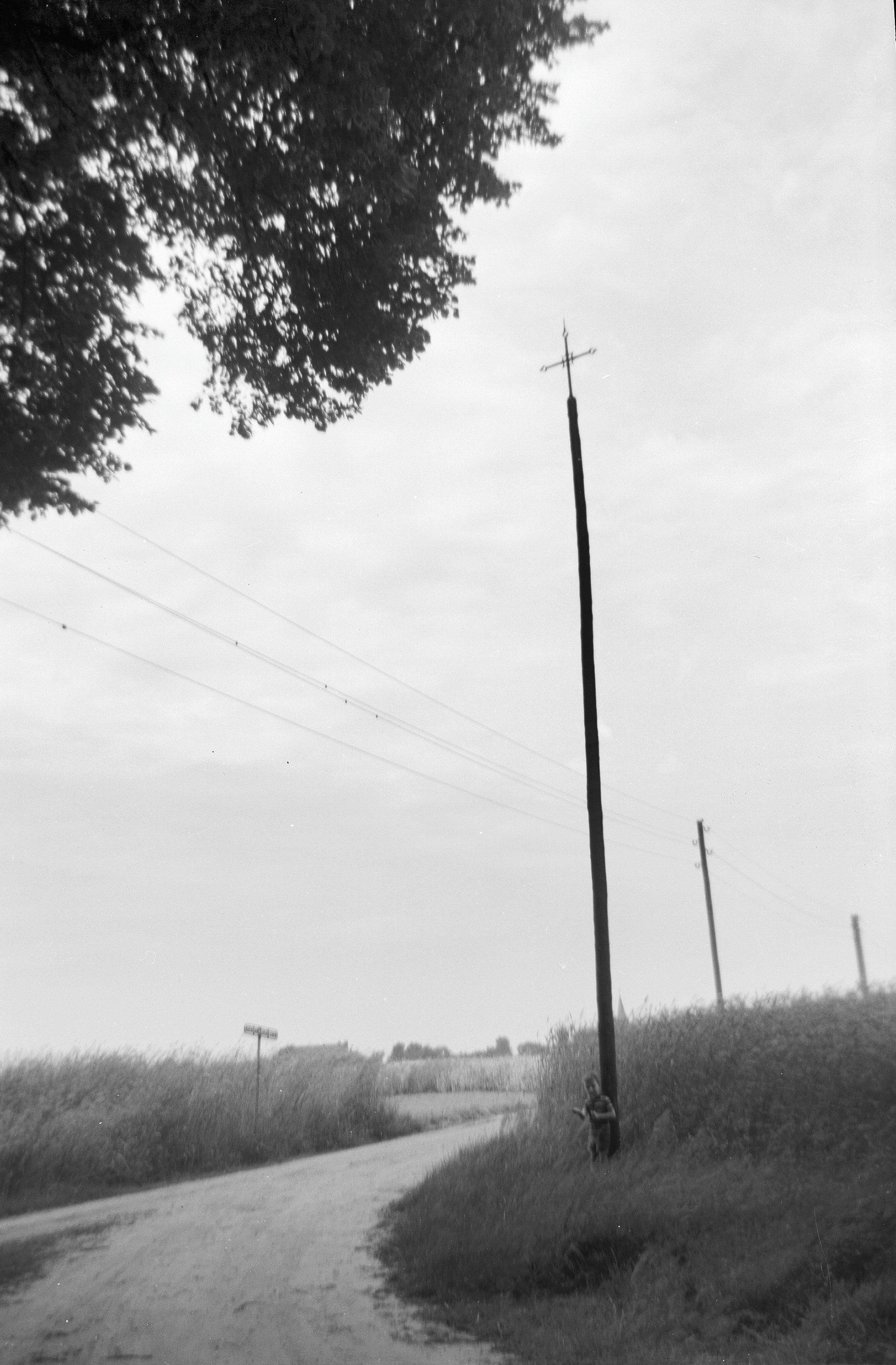
Hagelkruis Wehl 1965
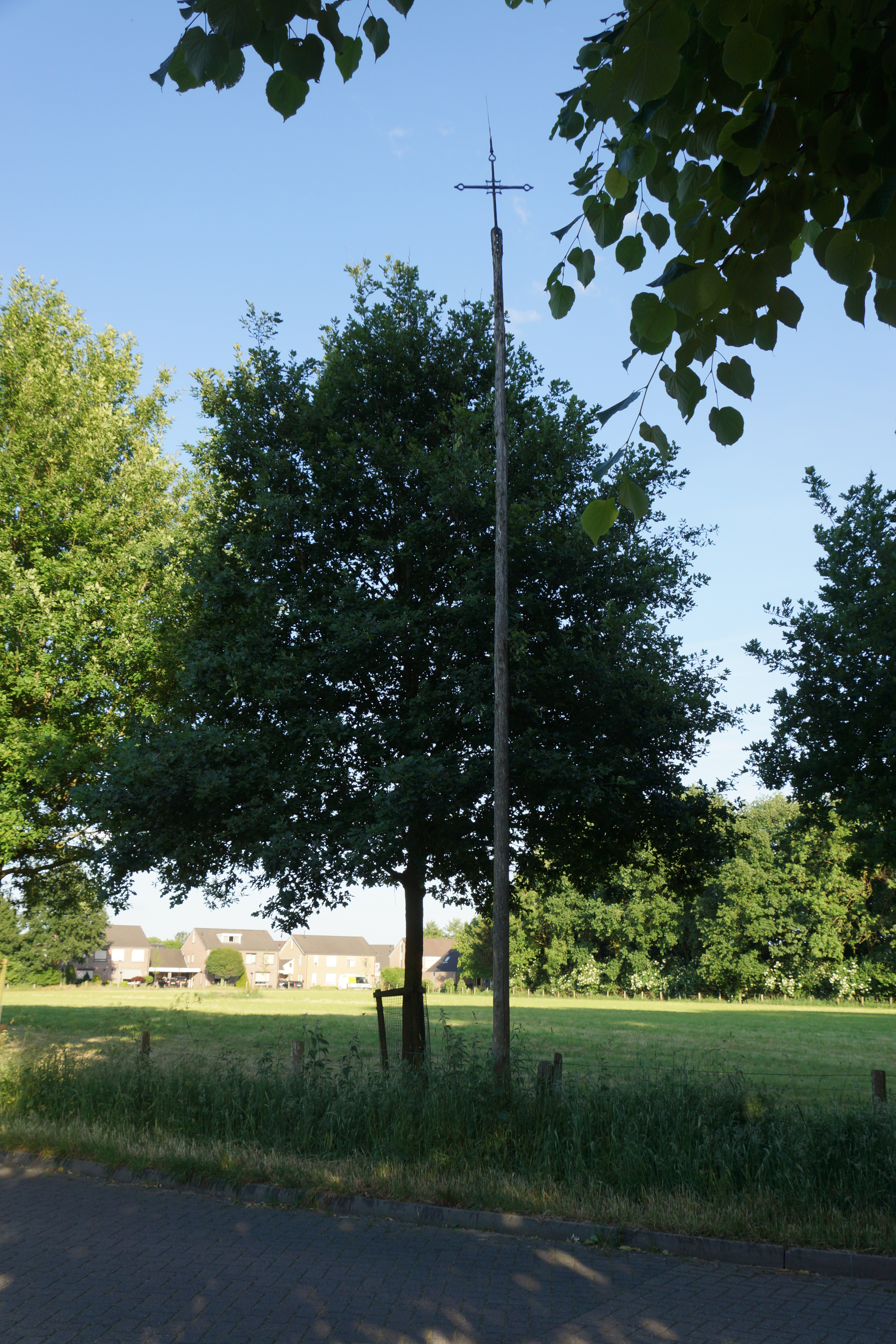
Hagelkruis Wehl 2015